# بني معدن (الحمادنة الكداميين)
بني معدن هو دُوَّار يقع بجماعة الصهريج، إقليم قلعة السراغنة، جهة مراكش آسفي في المملكة المغربية. ينتمي الدوّار لمشيخة الحمادنة الكداميين التي تضم 9 دواوير. يقدر عدد سكانه بـ 1217 نسمة حسب الإحصاء الرسمي للسكان والسكنى لسنة 2004.

## روابط خارجية
- البوابة الوطنية للجماعات الترابية نسخة محفوظة 12 مارس 2018 على موقع واي باك مشين.
- المندوبية السامية للتخطيط